# 達維季夫卡 (弗倫濟夫卡區)
47°24′43″N 29°43′33″E / 47.41194°N 29.72583°E
達維迪夫卡（烏克蘭語：Давидівка）是位於烏克蘭西南部的村莊，由敖德萨州羅茲季利納區的扎哈里夫卡市鎮負責管轄。該村始建於1791年，面積0.78平方公里，海拔高度82米，2001年人口169，人口密度每平方公里216.67人。